# بخش گلباف
بخش گلباف یکی از بخش‌های شهرستان کرمان در استان کرمان ایران است.همسایگان بخش گلباف از جنوب شهرستان بم، از شمال بخش شهداد، از غرب بخش راین، و از شرق کویر پهناور لوت و استان سیستان و بلوچستان می باشند.

## تقسیمات کشوری
- بخش گلباف 
  - دهستان جوشان
  - دهستان کشیت

شهر: گلباف

## جمعیت
بنابر سرشماری مرکز آمار ایران، جمعیت بخش گلباف شهرستان کرمان در سال ۱۳٩۵ برابربا ٣٢٣۵۴ نفر بوده‌است.